# Akebäcks kyrka
Akebäcks kyrka är en kyrkobyggnad, invigd 1149, i Visby stift, Gotland som tillhör Akebäcks församling i Roma pastorat.

## Exteriör
Kyrkan är en välbevarad romansk anläggning av putsad kalksten. Långhuset, koret och absiden uppfördes under 1100-talets senare hälft. Vid 1200-talets mitt uppfördes det kraftiga tornet i väster med rundbågiga tegeldekorerade och kolonnettförsedda ljudgluggar. Något senare gavs långhuset en modernare resning genom att nocken höjdes och takvinkeln därigenom ökades.
Kyrkan restaurerades 1931-1932 efter förslag av arkitekt Sven Brandel. Sakristian på långhusets norra sida uppfördes.  Kyrkans huvudingång utgörs av en romansk portal med huggen omfattning i tornets sydfasad. En liten romansk sydportal finns också i koret. Långhusets tidigare sydportal flyttades vid tornets uppförande till dettas nordsida, men har senare igenmurats. En portal har också tidigare funnits på tornets nordsida.
En skulpturdetalj är bevarad från 1100-talet - i korportalen finns en relief föreställandes en liggande man med en hammare. Det finns en sägen om att bilden gjorts till minne av en man som under byggandet av kyrkan ramlade och dog. Mer troligt är att stenen föreställer en stenmästare med sitt arbetsredskap, och att den blivit felaktigt inmurad.
Utanför kyrkan står en tre meter hög bildsten, som påträffades inmurad i långhusets yttervägg i samband med byggandet av sakristian 1931-1932.

## Interiör
Den enkla interiören präglas av den enhetliga inredningen från 1600-talets slut och 1700-talets början, med akantusmålningar på bänkinredningen och i långhusets innertak. I korets ursprungliga murade tunnvalv sitter tre inmurade ljudkrukor av lera för att förbättra akustiken.
Den välvda ringkammaren upplyses i väster av ett ursprungligt korsformat fönster med huggen omfattning. I östra innersmygen till tornets sydportal satt ett murat vigvattenskar som senare gjordes om till fattigbössa.

## Inventarier
- Dopfunten är från 1200-talet[6], gjord i kalksten, och har en 16-sidig musselcuppa.[källa behövs]
- I altaruppsatsens mittfält finns ett träkrucifix från 1400-talet.[källa behövs]
- Altaruppsats och predikstol är från 1600-talet.[6]
- En stor ljuskrona, som skänktes till kyrkan 1850 av snickarmästaren Johan Pettersson.[1]

### Orgel
- Orgeln byggdes 1959 av Andreas Thulesius i Klintehamn. Orgeln är mekanisk och har en stämma som heter fågelsång.

| Manual          | Pedal   | Koppel  |
| Gedakt 8’ B/D   | Bihängd | Man/Ped |
| Principal 4’    |         |         |
| Rörflöjt 4’ B/D |         |         |
| Oktava 2’ B/D   |         |         |
| Kvinta 1 1⁄3’ D |         |         |
| Nachthorn 1' B  |         |         |

## Bildgalleri

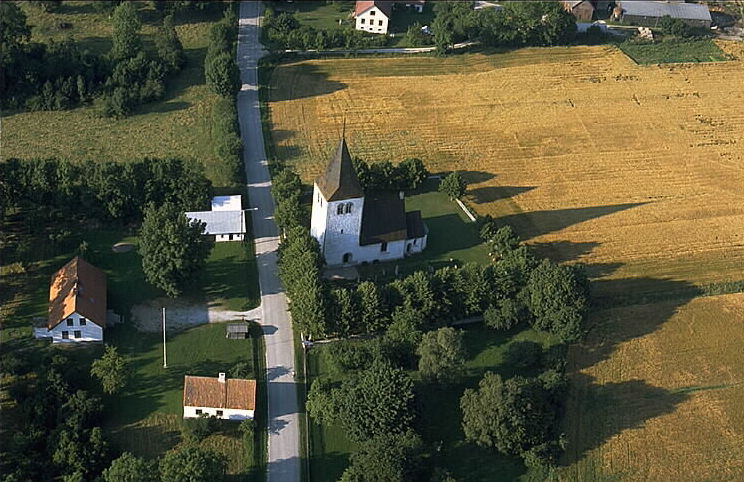
Kyrkan i landskapet
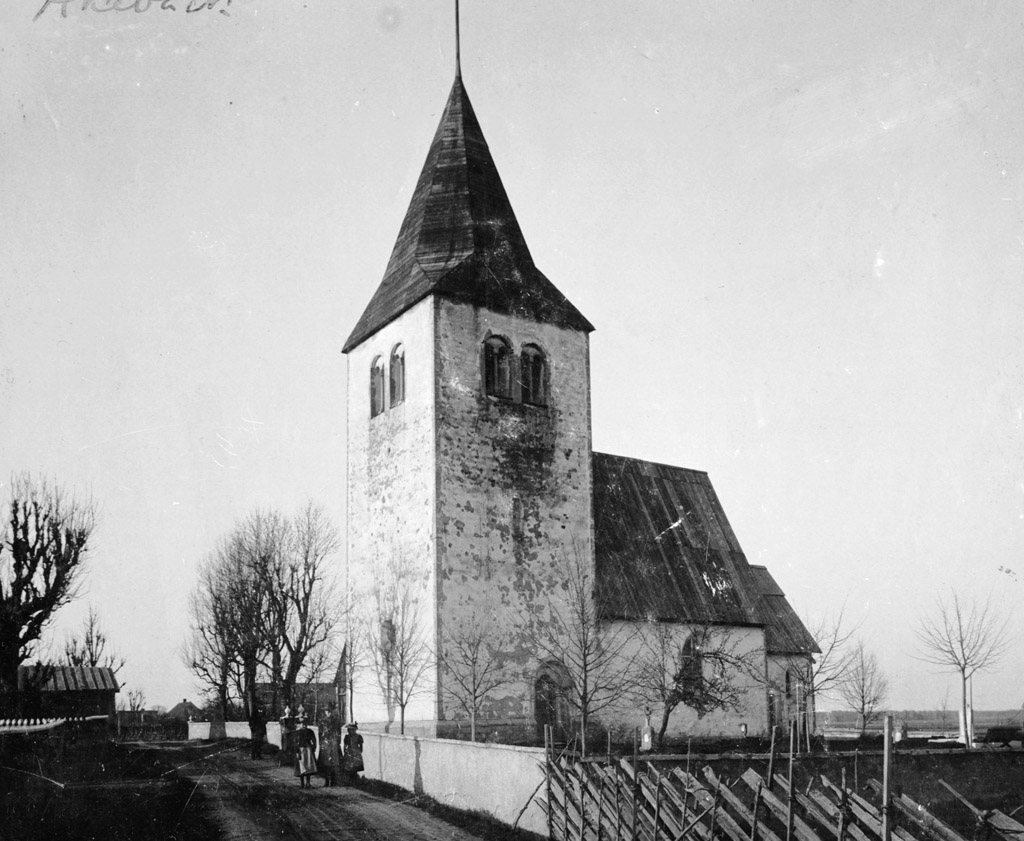
Kyrkan (sent 1800-tal)
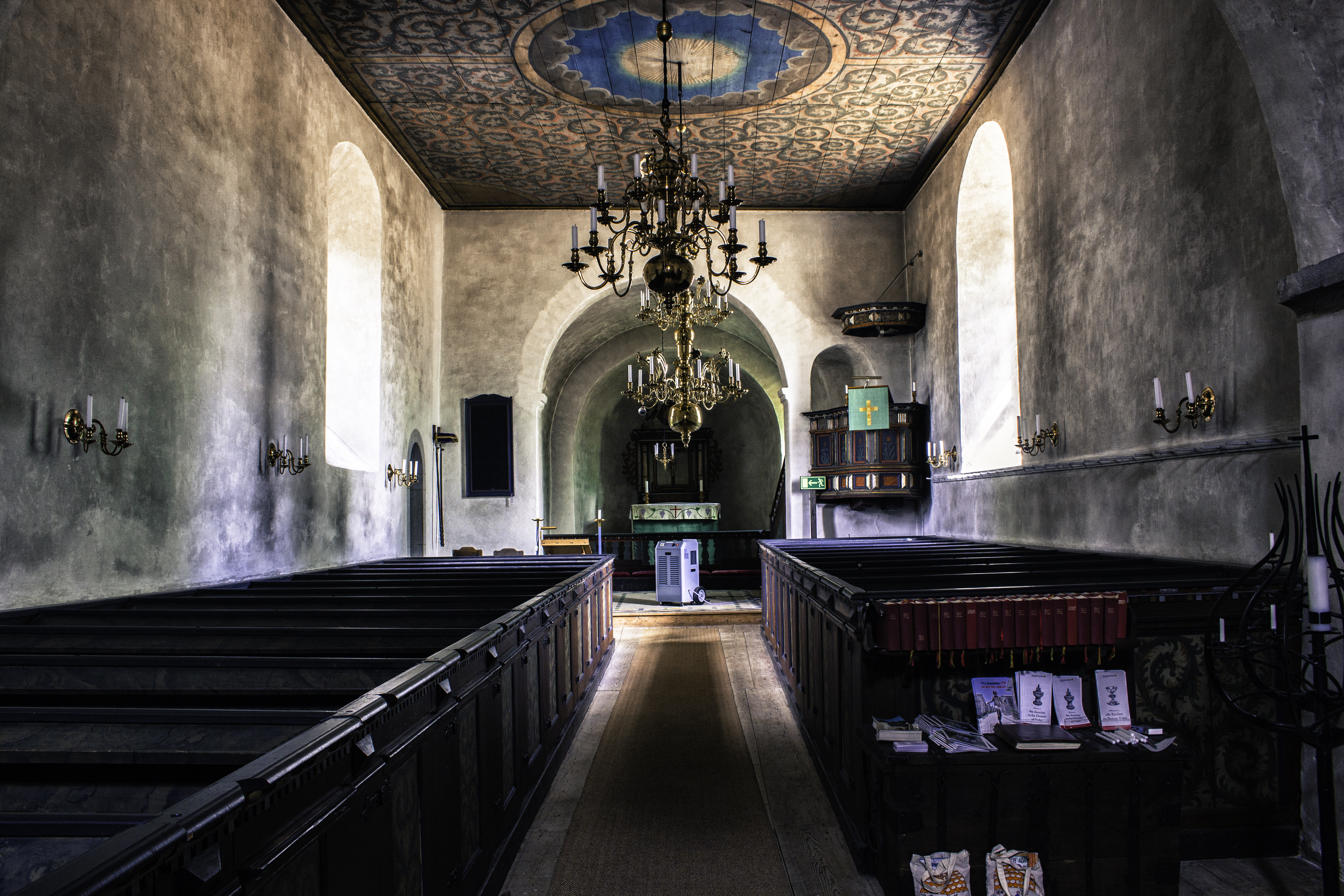
Interiör
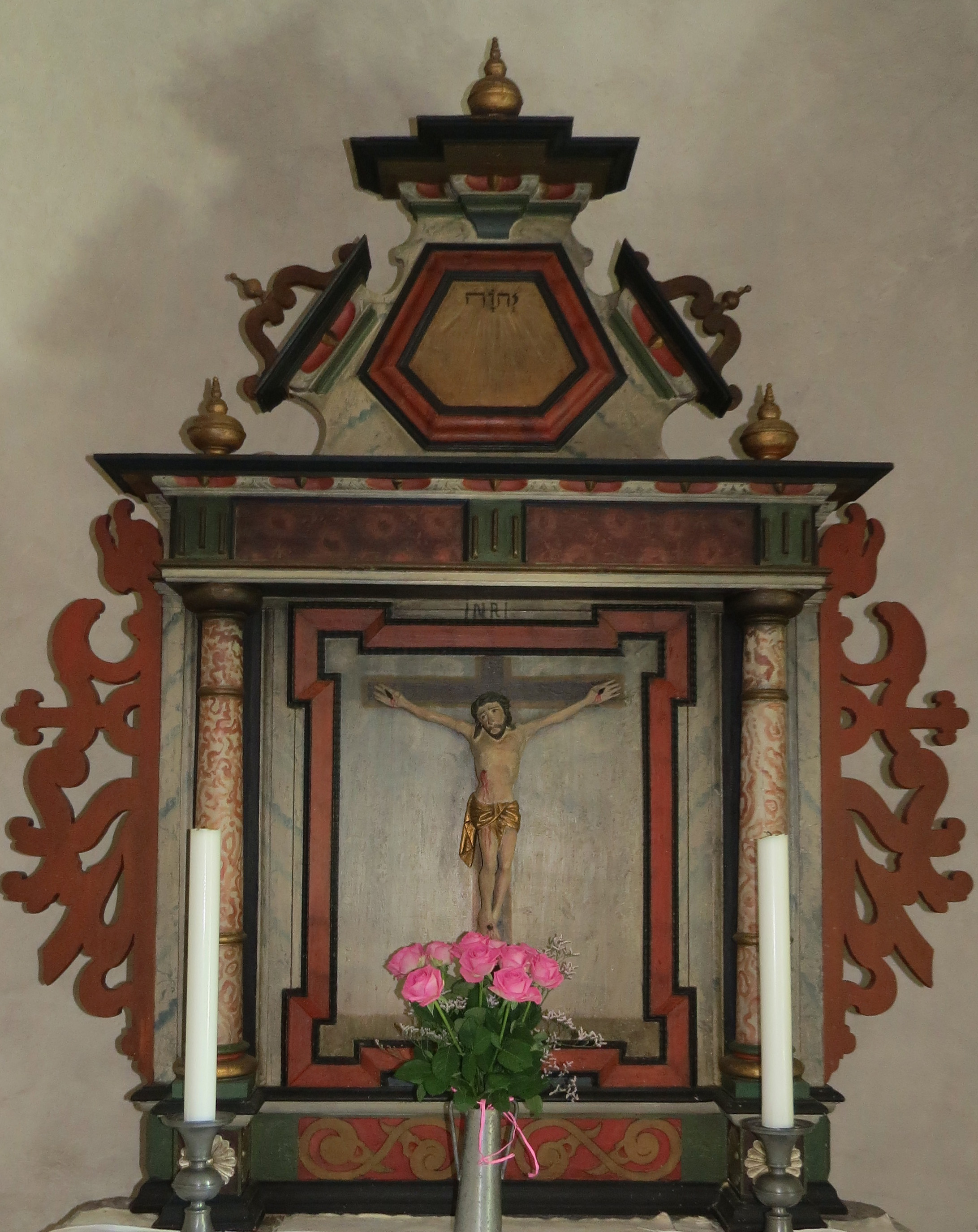
Altaruppsatsen
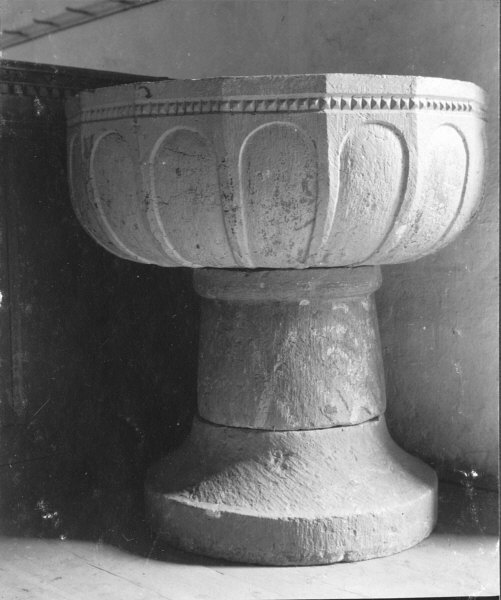
Dopfunten
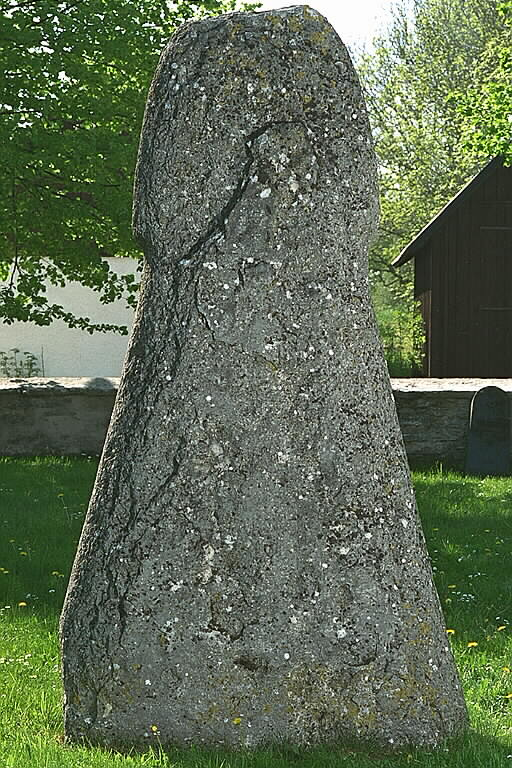
Bildsten
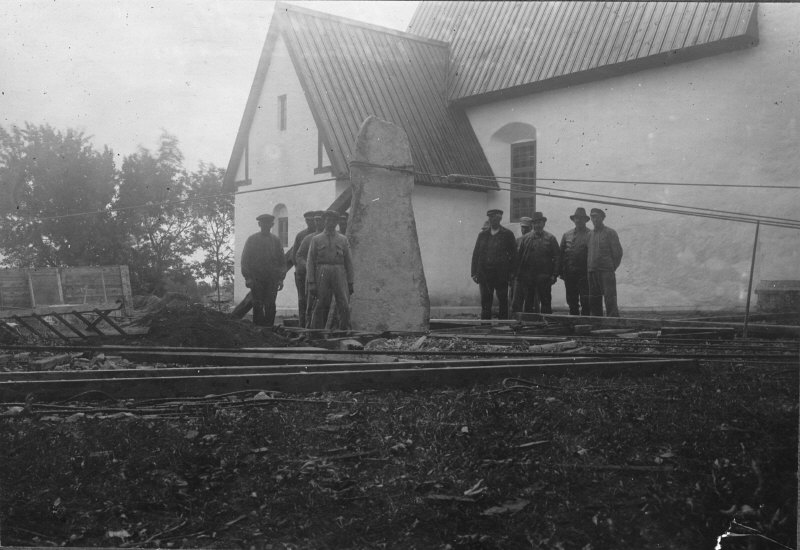
Resningen av bildstenen som påträffades i långhusets yttervägg 1931